# ピアノ協奏曲第6番 (ベートーヴェン)
ピアノ協奏曲第6番（ピアノきょうそうきょくだいろくばん）ニ長調 Hess 15はルートヴィヒ・ヴァン・ベートーヴェンが作曲した未完のピアノ協奏曲。

## 概要
この曲の作曲時期は、1814年暮れから1815年初頭にかけてであると推測される。ベートーヴェンはかなりの時間を割いて作曲に取り組んだものの、第6番のピアノ協奏曲となっていたはずのこの曲がついに完成することはなかった。彼は約70ページ分の第1楽章のスケッチを遺している。また彼は総譜の作成に取りかかっており (MS Artaria 184 in the Staatsbibliothek zu Berlin)、楽章の開始から独奏提示部の中ほどにあたる182小節目までは、ほぼ滞りなく筆が進められた。しかし曲が進むにつれて筆致は飛び飛びになっていき、ベートーヴェンが決め手を欠き、不満足に陥っていた様子が窺える。結局彼は作品を放棄し、この協奏曲（Hess 15として知られる）の断片はベートーヴェンの知られざる着想の中でも最大規模のものの一つとなった。
1987年にイギリスの学者ニコラス・クックが、第1楽章を補筆・完成させている。

## もうひとつの「ピアノ協奏曲第6番ニ長調」
ベートーヴェンがオリジナルのピアノ協奏曲として完成した曲は第1番から第5番『皇帝』の5曲のみである。
ベートーヴェンは1807年に自作のヴァイオリン協奏曲ニ長調 作品61をピアノ協奏曲として自ら編曲し「ピアノ協奏曲 ニ長調」作品61aとしている。
本項で扱っている協奏曲 Hess 15は未完成であって後世の補筆版でなければ演奏可能な状態になっていないのに対して、作品61aは編曲とはいえまぎれもなくベートーヴェン自身の完成作品である。そのことから、作品61aの方に「ベートーヴェンのピアノ協奏曲第6番」の名を与えることもある。